# Megapark

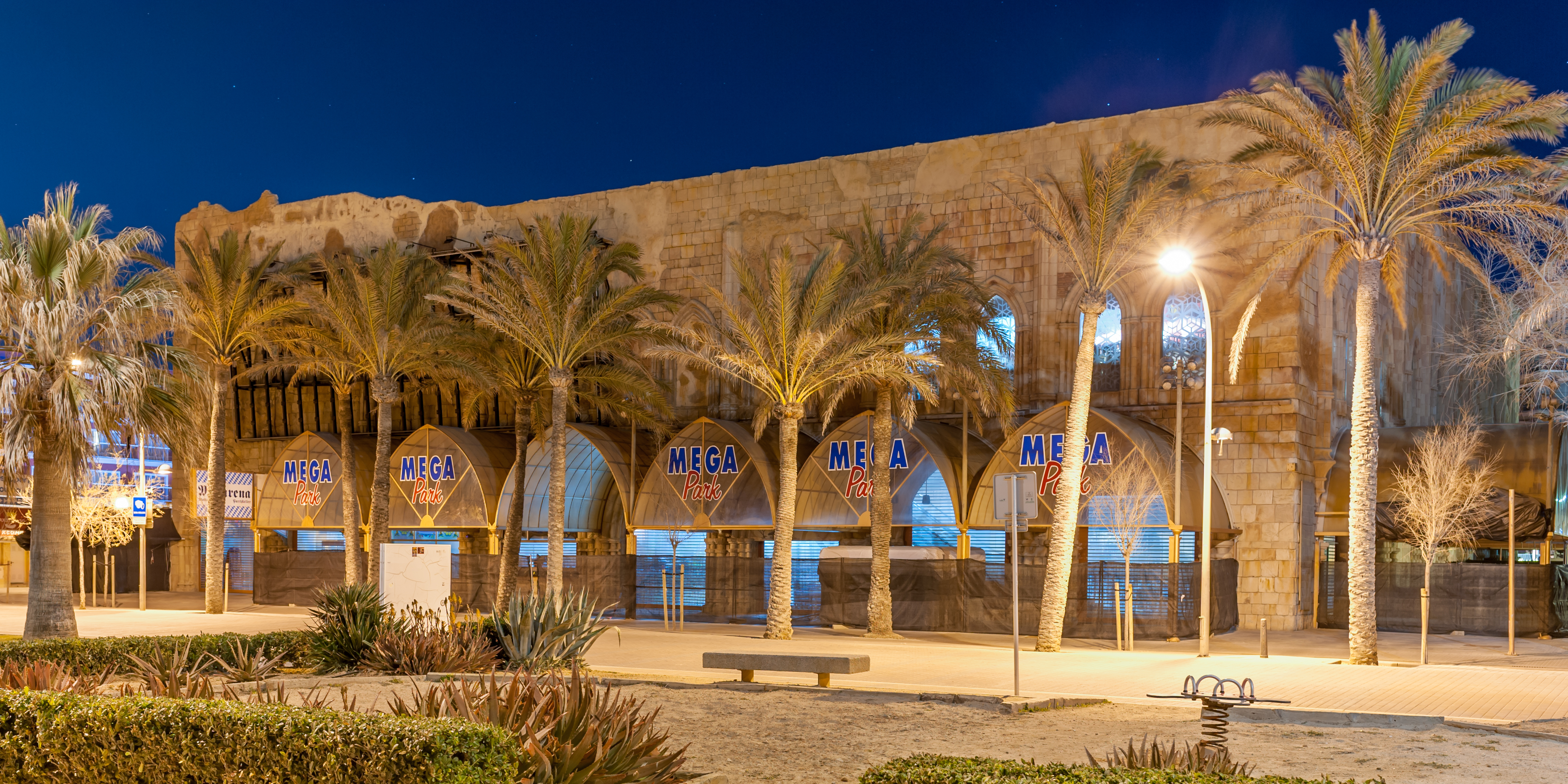
Der Megapark im Februar 2016

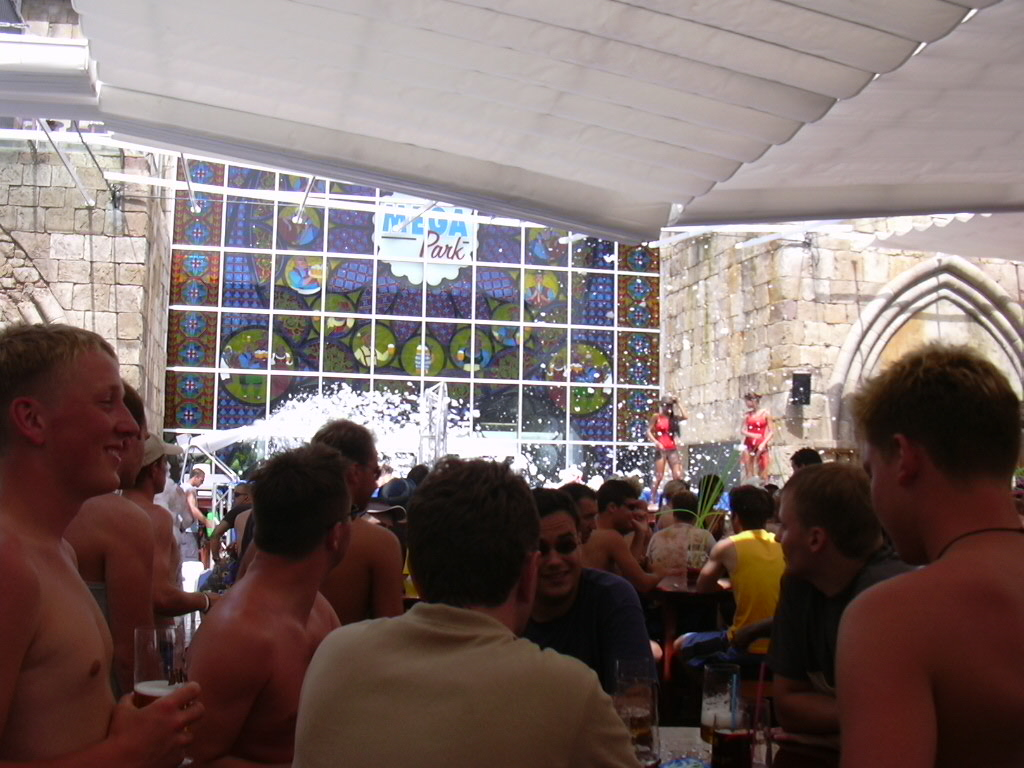
Schaumparty

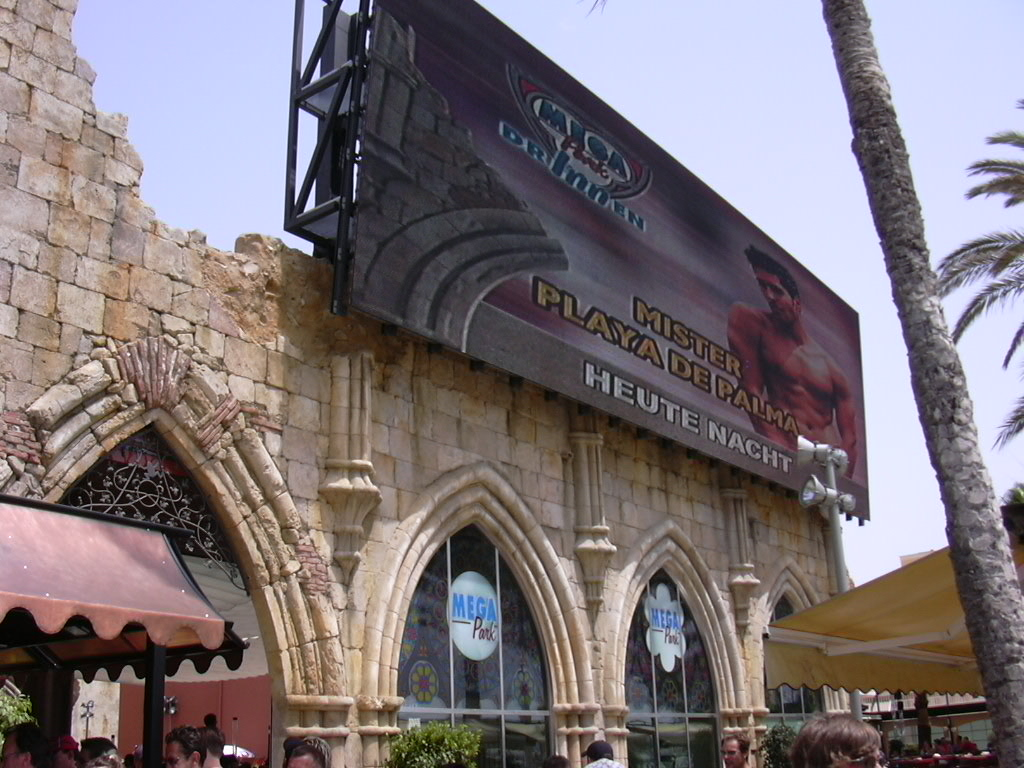
Außenmauer mit Videowand

Der Megapark ist eine Mischung aus Biergarten sowie Freiluft-Großraum-Diskothek für Partyschlager und befindet sich auf der Insel Mallorca an der Platja de Palma, einem etwa acht Kilometer langen Sandstrand, welcher sich im Südosten der Inselhauptstadt Palma befindet. Der Megapark liegt auf Höhe des Balneario 5 beziehungsweise Ballermann 5 direkt an der Promenade.

## Geschichte
Die Lokation wurde am 22. Mai 2000 durch die mallorquinische Discothekenkette Grupo Cursach Ocio eröffnet, welche auch die Discotheken BCM Planet Dance und Tito’s in Magaluf betreibt. Bei der Eröffnung traten zahlreiche bekannte Stars der Schlager- und Pop-Szene auf (u. a. DJ Ötzi). In den Jahren 2000 bis 2004 wurde der Megapark erfolgreich betrieben. Vor allem Freibier und kostenlose Sangria am Morgen zwischen 11 und 12 Uhr lockten viele Gäste an. Zudem waren die vielen Auftritte der Mallorca-Stars (Mickie Krause, Markus Becker, Jürgen Drews, Möhre, B3, Olaf Henning, Guildo Horn und anderer) beim Publikum beliebt.
Im Jahre 2003 wurde unter dem Megapark die unterirdische Großraumdiskothek MegArena eröffnet. Im Sommer 2004 blieb diese geschlossen. Die MegArena öffnete meistens gegen 21.00 Uhr und empfing vor allem viele Gäste, wenn der über der MegArena liegende Megapark um Mitternacht die Musikbeschallung einstellen musste.
Am 15. September 2004 wurde der Megapark in seiner ursprünglichen Form geschlossen, da nach Angaben der lokalen Presse keine Konzession für eine Disco, sondern lediglich für ein Speiserestaurant vorlag. Man versuchte noch den Rest der Saison, mit dem Don Quixote, das im August hinzukam, die Party aufrechtzuerhalten. Im Winter 2004/2005 wurde der frühere Megapark abgerissen und durch ein neues, einer gotischen Kathedrale nachempfundenes Gebäude ersetzt. Die unterirdische MegArena blieb hierbei erhalten. Anfang der Saison 2006 untersagte die Regierung der Balearen, in Freiluft-Biergärten laute Musik zu spielen, was für den Megapark einen starken Einschnitt darstellt.
Zur Saison 2008 wurde der Megapark erneut umgebaut bzw. erweitert. So wurde die ursprüngliche Baracke des Don Quixote Ballermann abgerissen und durch eine weitere Gebäudewand im Kathedralen-Stil ersetzt. Darin wurde das neue Don Quixote untergebracht, zusammen mit einem Bar-Bereich, über dem der Schriftzug Bierkaiser mehrfach angebracht wurde, wohl als Anlehnung oder Verballhornung an den Bierkönig, einem der Konkurrenz gehörendes Lokal, das sich ganz in der Nähe befindet. Im Rahmen dieser Umbaumaßnahmen wurde auch ein neuer eingelassener lagunenartiger Pool installiert, in dem die Gäste tagsüber baden können. Die neue Royal Suite kam im Winter 2008 dazu und befindet sich unter dem Megapark. Diese Lounge diente als Live-Musik-Club im stilvollen Ambiente. Hier traten unter anderem Nino de Angelo, Bernhard Brink, Nik P. oder Marita Köllner auf. Zu Beginn der Saison 2010 wurde die „Royal Suite“ in „Prince“ umbenannt.
Im Jahre 2014 wurden erneut einige bauliche Veränderungen vorgenommen, so z. B. die Prive-Lounge, welche von „It-Girl“ Rebecca Kratz betrieben wurde. Zudem entstand über dem Areal des ehemaligen MegaInn eine VIP-Lounge („FirstFloor“ genannt), welche über eine Rolltreppe zu erreichen war.
Zur Saison 2015 wurden die Bereiche der ersten Etage erweitert (vergrößert und durch Brücken verbunden). Somit konnte man nun einen Rundgang durch die verschiedenen Bereiche des MegaParks machen. Die Videowand am Megapark wurde demontiert. Neu installiert wurde ein Videowürfel (wie man ihn aus Fußballstadien kennt), welcher in der Mitte des Megaparks über dem Freiluftbereich angebracht ist. Die MegArena wurde ebenfalls modernisiert und war nun ebenso wie der „FirstFloor“ über Rolltreppen zu erreichen. Am 26. Juni 2015 erschien die offizielle Megapark Compilation, die auch Musik der „Megapark Allstars“ beinhaltet.
Am 27. Februar 2017 wurde der Inhaber des Megaparks, Bartolomé „Tolo“ Cursach, wegen Korruption verhaftet. Am 18. April 2018 kam er gegen die Zahlung einer Kaution in Höhe von einer Million Euro in Freiheit. Am 13. März 2018 meldeten der Megapark und die Grupo Cursach ein „Vor-Insolvenz“-Verfahren an und beantragten Gläubigerschutz. Am 6. April 2018 wurden von der Gemeinde Palma die erste Etage des Megaparks sowie Teile im Erdgeschoss geschlossen, da die Umbauten seit 2005 illegal durchgeführt wurden. Die Besucherzahl im Megapark wurde auf 1056 festgelegt.
Nach zweijähriger Schließung während der COVID-19-Pandemie wurde der Megapark am 8. Mai 2022 mit einer dreitägigen Party wieder eröffnet. Die Wiedereröffnung stand symbolisch für das Ende der pandemiebedingten Einschränkungen und führte zu einem neuen Boom des Partytourismus an der Playa de Palma. Bereits am 29. Mai 2022 mussten die Betreiber des Megaparks vorübergehend eine Eintrittsgebühr für den unteren Bereich, die so genannte Megapark Showarena, einführen, um den Besucherandrang zu reduzieren. Es handelte sich hierbei aber um einen Verzehrgutschein in Höhe von 25 Euro. Zuvor stand der Ballermann für kostenlose Konzerte und Partys. 
Geschäftsführer des Megaparks war bis 2023 der Spanier Carlos Lucio, der seit 2019 mit der Sängerin Isi Glück verheiratet ist.

## Belege
1. ↑  Die Gruppe des Discokönigs Cursach soll 51 Millionen Euro Steuern hinterzogen haben bei mallorcazeitung.es
2. ↑  Megapark bei malleurlaub.com
3. ↑  Playa de Palma bei mallorca.derreisebericht.de
4. ↑  Schon mal warm gefeiert bei news-on-tour.de
5. ↑  Sebastian Wernke-Schmiesing: Megapark - Wir machen Party 2015. Dance-Charts, 23. Juni 2015, abgerufen am 23. Juni 2015 (deutsch).
6. ↑  Freizeitkonzern Cursach einigt sich mit Gläubigern bei mallorcamagazin.com
7. ↑  So feierte der Partytempel Megapark auf Mallorca seine Wiedereröffnung. Mallorca  Magazin, 8. April 2022, abgerufen am 16. Juli 2022.
8. ↑  "Um dem Andrang Herr zu werden": Megapark auf Mallorca nimmt jetzt 25 Euro Eintritt. Mallorca Zeitung, 29. Mai 2022, abgerufen am 16. Juli 2022.
9. ↑  Schlagersängerin Isi Glück heiratet Megapark-Direktor. Abgerufen am 29. Oktober 2022.

Koordinaten: 39° 30′ 50,3″ N, 2° 44′ 51,1″ O